# 1058 Grubba
1058 Grubba è un asteroide della fascia principale. Scoperto nel 1925, presenta un'orbita caratterizzata da un semiasse maggiore pari a 2,1961069 UA e da un'eccentricità di 0,1875281, inclinata di 3,68963° rispetto all'eclittica.
L'asteroide è dedicato a Sir Howard Grubb, titolare dell'azienda costruttrice del telescopio riflettore dell'osservatorio Simeis.